# Club Deportivo Linares
O  Club Deportivo Linares,  é  um time chileno de voleibol indoor masculino da cidade de Linares. Atualmente disputa a Liga A1 Chilena  conquistou seu primeiro título nacional em 2008, sagrou-se bicampeão nacional no ano seguinte.Recuperou o título nacional na edição 2011.
Em 2012 alcança o bronze na Liga A1 e por ser time da cidade-sede disputou o Campeonato Sul-Americano de Clubes de 2012 foi semifinalista.Em 2013 conquistou o tetracampeão chileno.O pentacampeonato nacional deu-se em 2014 e no ano seguinte alcançou o hexacampeonato da Liga A1 e novamente conquistou o quinto lugar no Campeonato Sul-Americano de Clubes de 2015.

## Resultados obtidos nas principais competições

### Títulos conquistados
- Campeonato Chileno (6 vezes): 2008,[1] 2009,[4][6] 2011,[7] 2013,[12] 2014[13] e 2015[15]
- Campeonato Chileno:2012[9]
- Campeonato Chileno:2010[4]
- Campeonato Sul-Americano:2012[11]